# Badia d'Altea

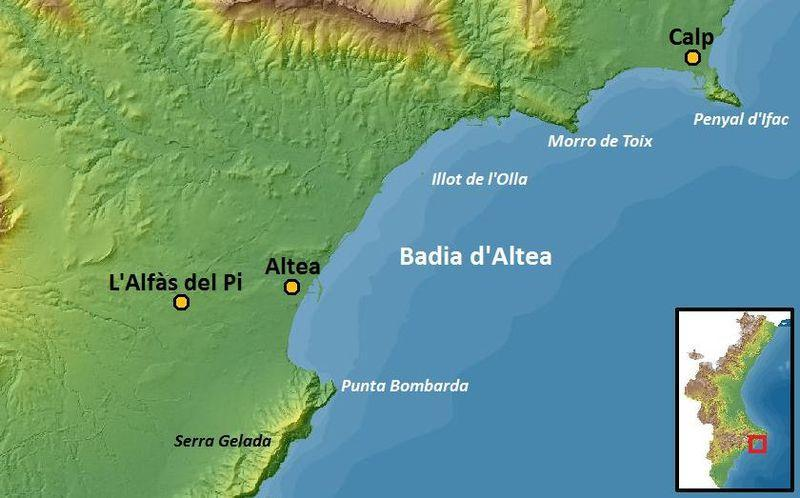
Mapa de la Badia d'Altea

La Badia d'Altea és un entrant a la línia de la Costa Blanca entre els municipis d'Altea i l'Alfàs del Pi, a la comarca de la Marina Baixa (País Valencià).
Limitada per penya-segats, al nord pel Morro del Toix i al sud per la Punta Bombarda, el front litoral amb vora deu quilòmetres és de costa baixa, amb platges i cales. Es troba fortament urbanitzat per habitatges residencials d'ús turístic.
A la badia desemboca el riu Algar. Els illots de l'Olla i Pila se situen prop la costa.
Al principi del 2023 va ser reconegut com a Camí Blau per l'Adeac (l'Associació d'Educació Ambiental i del Consumidor).